# Monument à la dentellière de L'Arboç
Le Monument à la dentellière de L'Arboç est un monument protégé comme Bien d'intérêt culturel et comme Bien culturel d'intérêt local. L'œuvre sculpturale est situé sur l'un des ronds-points de la N-340, à l'entrée de L'Arboç,Tarragone, et à 40 km de cette capitale provinciale, à L’Arboç, dans la province de Tarragone (Espagne).
Le monument est un hommage à l'artisanat local et aux dentellières aux fuseaux de L'Arboç, ainsi qu'aux dentellières de tout la Catalogne, et c'est œuvre du peintre et sculpteur catalan Joan Tuset i Suau. Il s'agit de la sculpture publique la plus importante de l'Arboç i, en même temps l'un de ses monuments les plus emblématiques.

## Description du monument
Le monument est composé d'un grand piédestal rectangulaire en ciment sur lequel repose la sculpture de la dentellière, élevé sur une marche et situé au centre d'un grand rond-point paysager.
L'œuvre coulée en bronze avec la technique de la cire perdue, représente la figure d'une femme jeune et forte, assis faisant de la dentelle aux fuseaux. Le sculpteur a choisi une manière inhabituelle de placer le coussin de travail qui repose sur un arbousier, qui est le symbole et l'emblème des armoiries de L'Arboç.
Le dentellière de L'Arboç est construit pour être vu, principalement de profil. C'est dans cette position que l'on peut apprécier avec plus de détails. Le coussin de dentelle est long, typique de la dentelle catalane. On peut aussi apprécier que la quantité des fuseaux est assez élevée; nous pouvons déduire que la jeune femme a une certaine expérience dans le monde de la dentelle.
L'attitude et la finition du travail sont volontairement réalistes, avec une grande attention à la physionomie, aux cheveux, au détail des mains, aux fuseaux pour faire la dentelle et les plis des vêtements. La façon de s'habiller et de rassembler ses cheveux symbolisent une grande modernité, puisque l'objectif du sculpteur était de refléter une dentellière actuelle. Un fait symbolique qui nous fait réfléchir au besoin,  pleinement réalisé, pour assimiler une tradition aussi ancienne qu'elle l'est à la contemporanéité.
En jetant un coup d'œil rapide au monument, nous pourrons apprécier la résolution plastique et stylistique, quelle preuves à première vue, que nous sommes devant une magnifique sculpture, quel est le résultat final de la conjonction de l'art et d'un grand artiste.
La statue mesure deux mètres de hauteur et l'ensemble sculptural donne un total de quatre mètres de hauteur. À l'avant et à l'arrière du piédestal, sous les armoiries de L'Arboç on peut lire en lettres de bronze, L'Arboç à la dentellière.

## Inauguration du monument
L'inauguration publique de le monument a eu lieu le 11 décembre du 2005 avec la présence de centaines de dentellières, pendant les actes de la Foire de Santa Llúcia, par le ministre du commerce et du tourisme de la Généralité de Catalogne, Josep Huguet. Le monument est situé sur l'un des ronds-points paysagé de la N-340, à l'entrée de L'Arboç, vers de (Tarragone)[style à revoir].

## Galerie

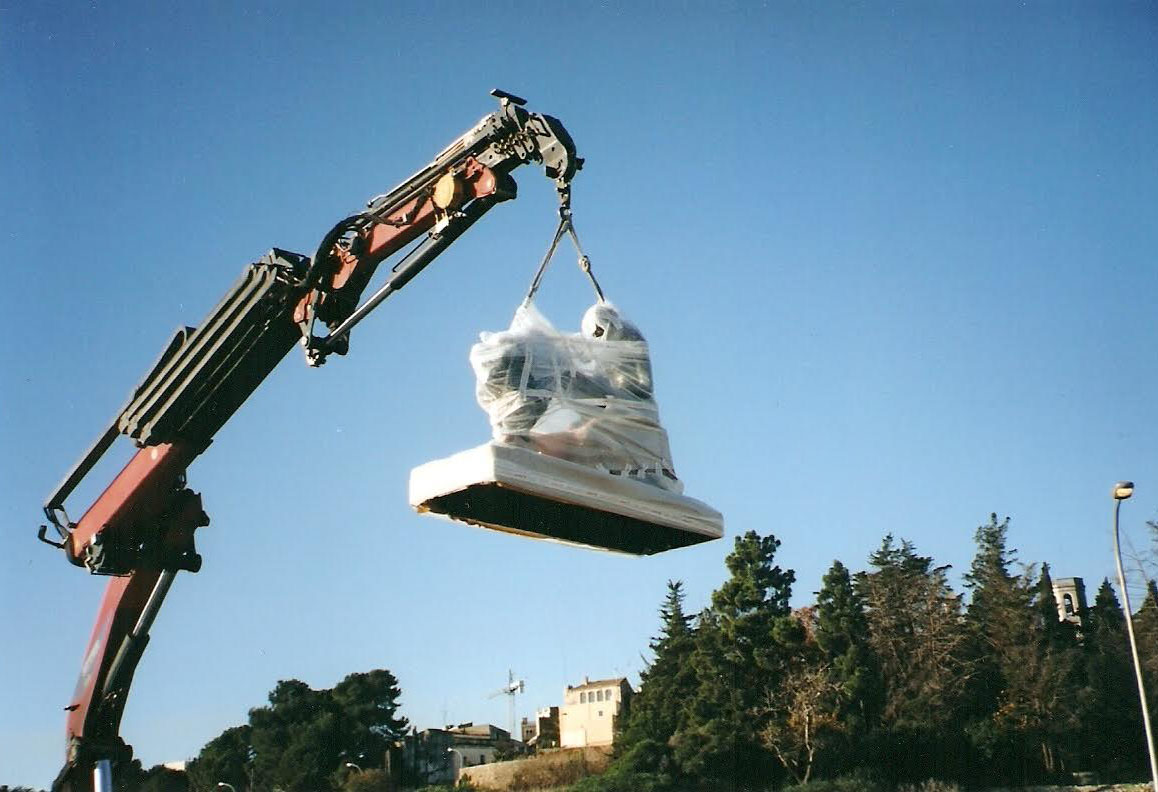
Placement du monument sur le piédestal en décembre 2005
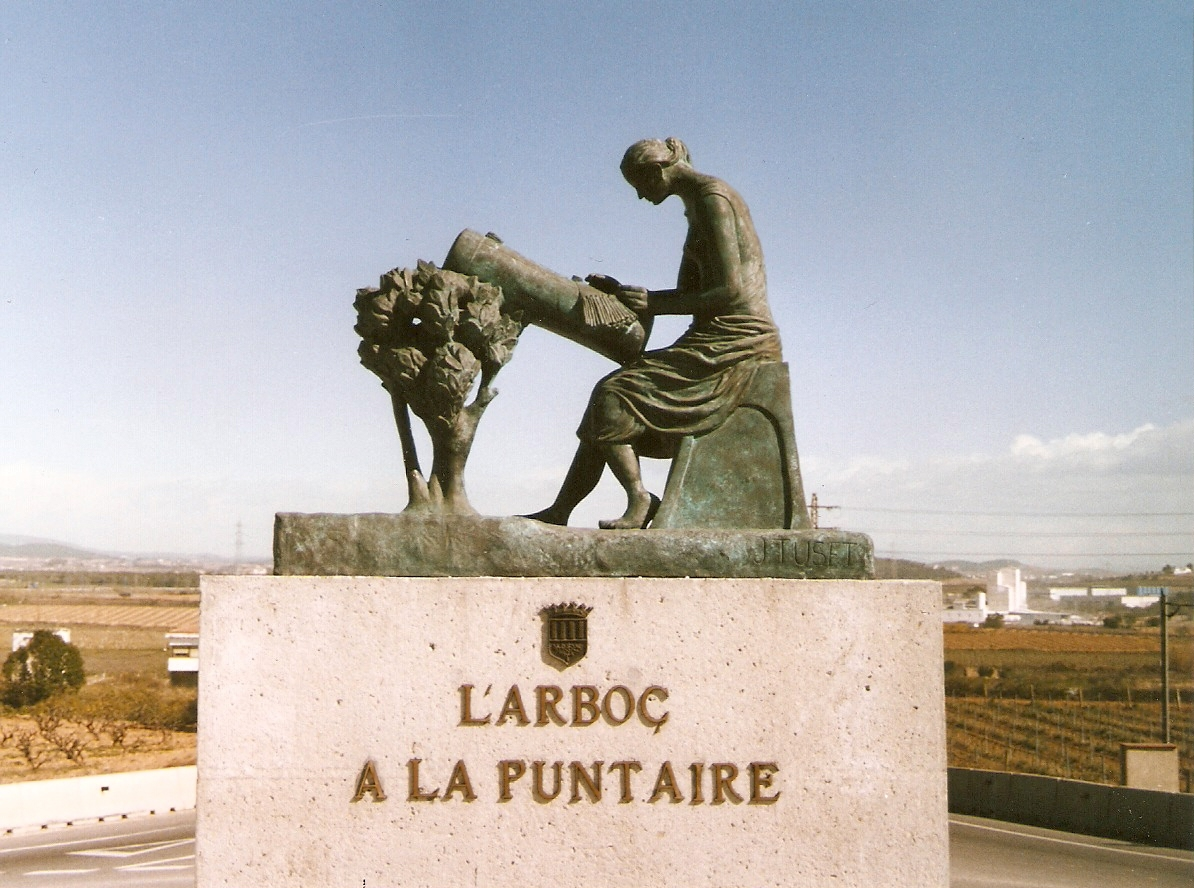
Vue de face du monument.
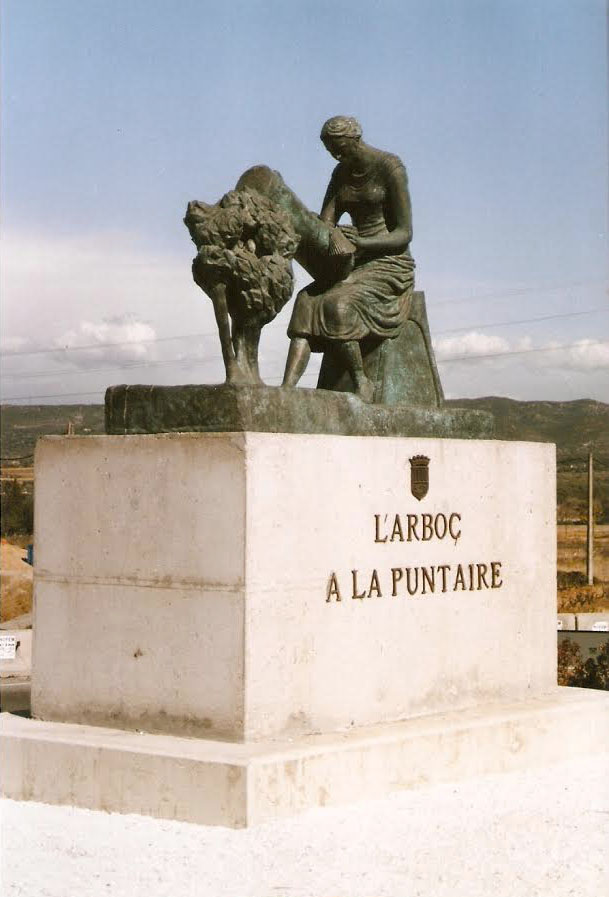
Vue latérale du monument.
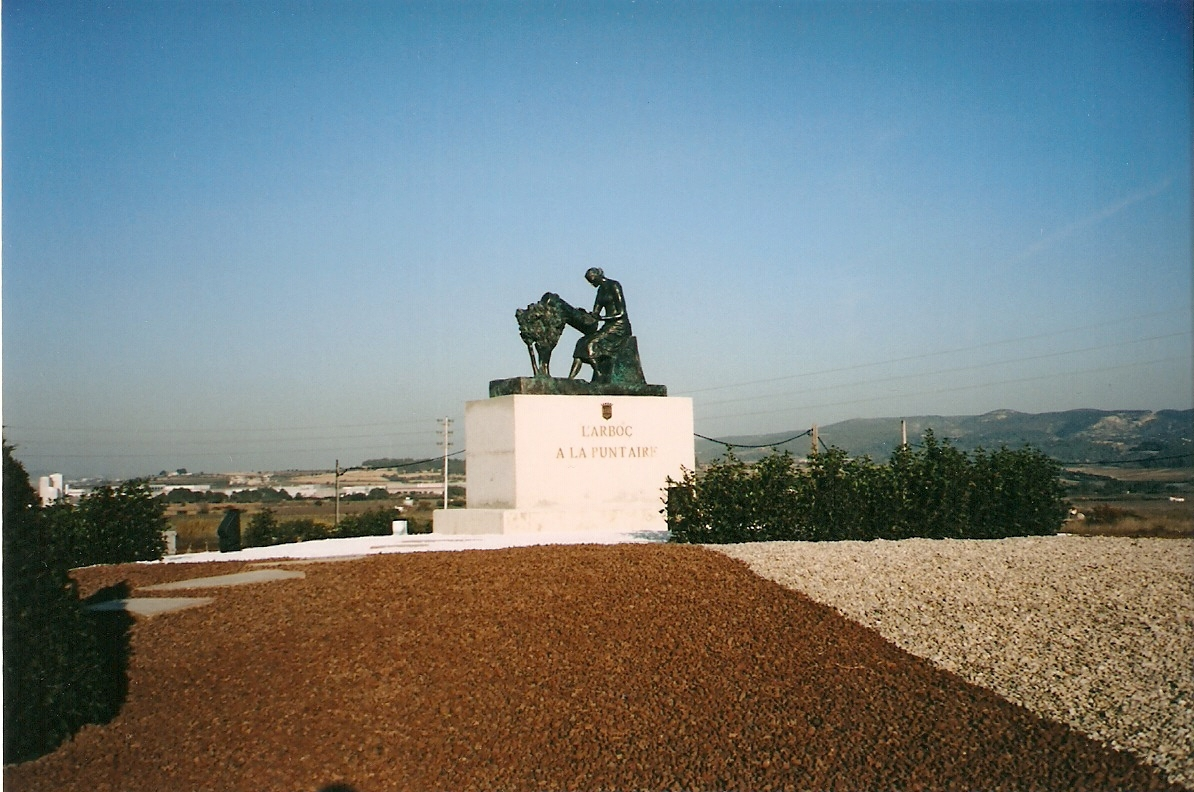
Vue du monument à l'intérieur du rond-point.
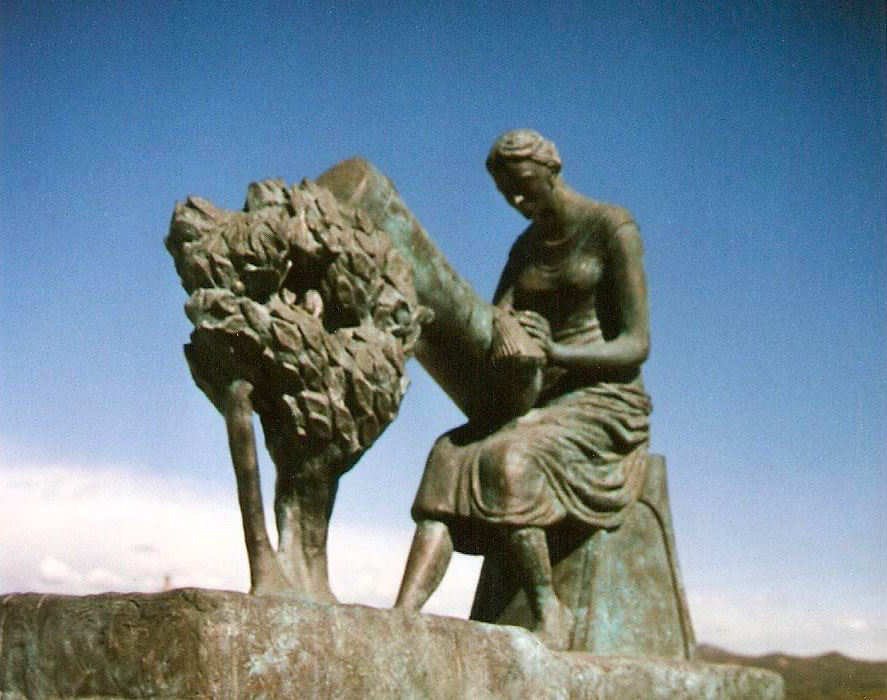
Détail de la sculpture.
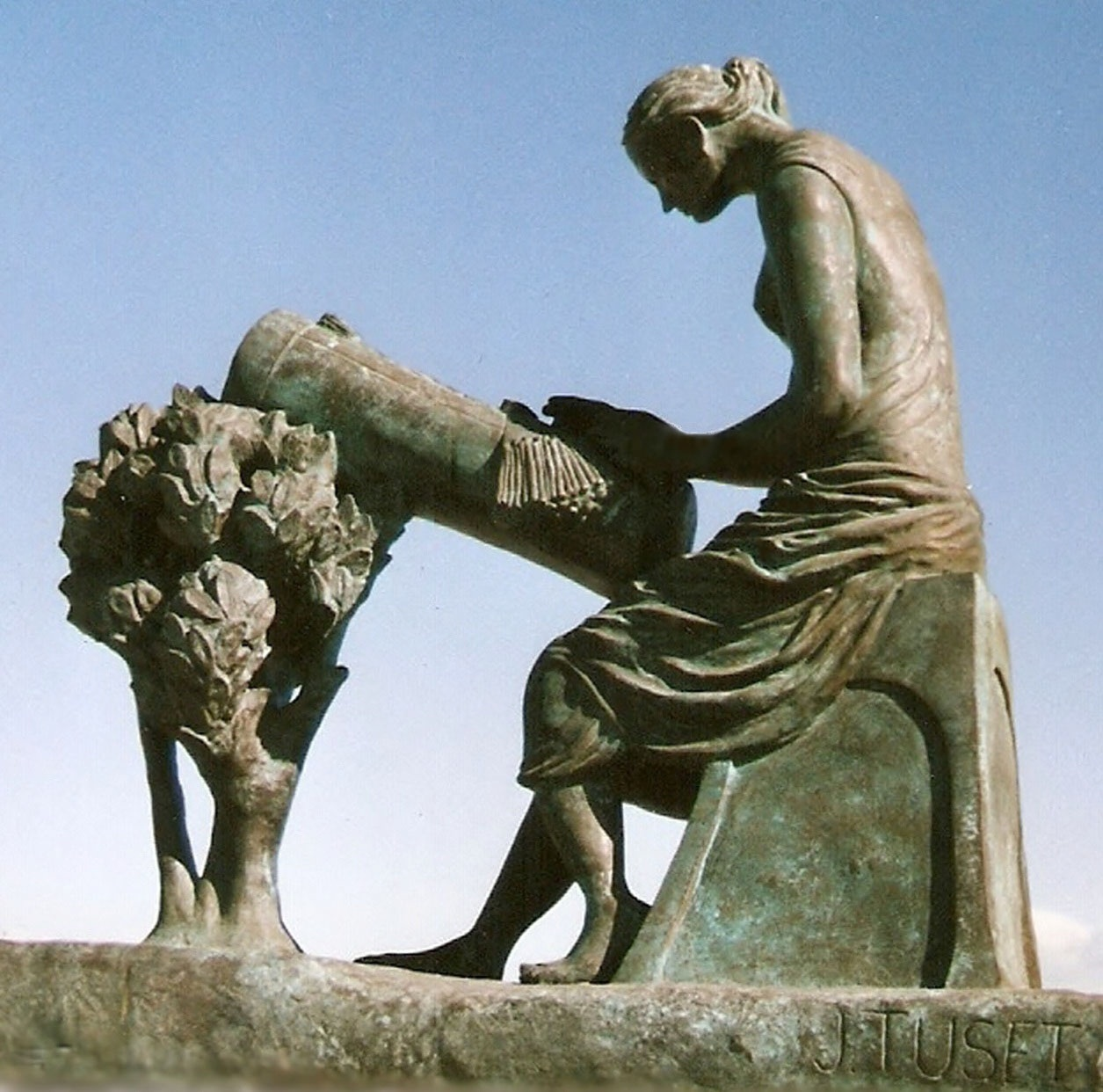
Détail de la sculpture.
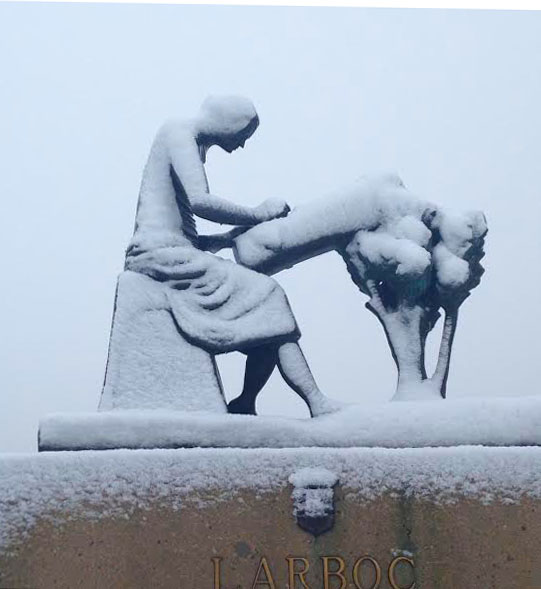
Le monument à la dentellière un jour de neige.